# Energiearmut (Sozialpolitik)
Energieunerschwinglichkeitsarmut, besser bekannt unter dem wenig verständlichen, reduktiven Begriff der Energiearmut, ist ein Terminus aus der Sozialpolitik und beschreibt den Zusammenhang von Armut und den Kosten für Energie. Einerseits beschreibt er die steigenden Energiekosten als Armutsrisiko und andererseits die Schwierigkeiten der Armen in den Industrieländern, die steigenden Energiekosten bezahlen zu können.

## Europäische Union
Der von der Europäischen Kommission ins Leben gerufene Konvent der Bürgermeister für Klima und Energie definiert Energiearmut als „eine Situation, in der ein Haushalt oder eine Person sich grundlegende Energieleistungen (Heizung, Kühlung, Beleuchtung, Mobilität und Strom) nicht leisten kann und somit ein angemessener Lebensstandard aufgrund einer Kombination von niedrigem Einkommen, hohen Energiepreisen und einer niedrigen Energieeffizienz ihrer Wohnungen nicht gewährleistet ist.“
Nach Schätzung der Europäischen Kommission waren Ende der 2010er Jahre 54 Mio. Personen in der Europäischen Union von Energiearmut betroffen. Das entspricht etwas mehr als 10 % der Bevölkerung. Die Kommission hat einen Energy Poverty Advisory Hub eingerichtet, der Informationen zu dem Thema bereitstellt und über den sich regionale Instanzen und Kommunen austauschen können.
Gemäß der Governance-Verordnung der Europäischen Union (Verordnung (EU) 2018/1999) müssen die Mitgliedstaaten für ihre Energie- und Klimapläne einschätzen, wie viele Haushalte von Energiearmut betroffen sind. Dabei müssen sie Indikatoren einer Orientierungshilfe der Europäischen Kommission berücksichtigen. Wenn ein Staat zu dem Ergebnis kommt, dass „ein erheblicher Teil“ der Haushalte von Energiearmut betroffen ist, sollte er ein nationales Ziel zu deren Verringerung in seinen Plan aufzunehmen. Die Mitgliedstaaten müssen in diesem Fall über nationale Maßnahmen gegen Energiearmut berichten. Die Energie- und Klimapläne sind alle zehn Jahre zu erstellen und an die Europäische Kommission zu leiten, erstmals geschah dies Ende 2019 für den Zeitraum 2021–2030, die Fortschrittsberichte alle zwei Jahre, erstmals zum 15. März 2023.

## Deutschland
Auch in Deutschland gibt es – wie in anderen Industrieländern auch – inzwischen eine Diskussion über Energiearmut.

### Definition
Für Energiearmut gibt es in Deutschland bisher keine feststehende Definition. Zur vorläufigen Orientierung kann eine in Großbritannien gebräuchliche Definition von Energiearmut herangezogen werden. Dort gilt ein Haushalt als energiearm, wenn er mehr als zehn Prozent seines Einkommens für den Kauf von Energie aufwenden muss, um im Hauptwohnraum 21 Grad Celsius und in den übrigen Räumen 18 Grad Celsius zu gewährleisten.

### Ursachen
Es gibt im Wesentlichen vier Ursachen für Energiearmut: Die schlechte finanzielle Situation der betroffenen Haushalte, den Energiestandard der Wohngebäude und die Ausstattung mit Haushaltsgeräten, ineffiziente Verhaltensweisen sowie steigende Energiepreise.

#### Armut
Die zentrale Ursache für Energiearmut ist Armut an sich. Nur in Haushalten mit niedrigem Einkommen können die Kosten für Strom und Gas zu einem existenzbedrohenden Faktor erwachsen. In Deutschland gelten Menschen als arm, wenn sie auf Sozialhilfe oder Arbeitslosengeld II angewiesen, häufig überschuldet sind oder in prekären Beschäftigungsverhältnissen knapp an der Armutsgrenze leben.
Problematisch ist, dass die unteren Löhne preisbereinigt gesunken sind. Die Einkommensspreizung habe damit zugenommen, so ist dem Entwurf des vierten Armuts- und Reichtumsberichts der Bundesregierung von 2012 zu entnehmen. Nach Berechnungen des Deutschen Instituts für Wirtschaftsforschung hätten die unteren 40 Prozent der Vollzeitbeschäftigten reale Entgeltverluste verzeichnet, während die Entwicklung am oberen Ende der Verteilung besonders günstig war. Auch das Wirtschafts- und Sozialwissenschaftliche Institut zeigt mit seinen Berechnungen, dass die Reallöhne zwischen 2000 und 2012 um 1,8 Prozent gesunken sind. Nur die Tariflöhne hätten sich positiv entwickelt.

#### Steigende Energiepreise
Ein Schlüsselfaktor für das Entstehen und die Entwicklung von Energiearmut ist die Höhe der Energiepreise. In den letzten Jahren war auf den weltweiten Energiemärkten eine deutliche Preissteigerung für alle Energieträger zu beobachten. Dadurch wurden auch die von privaten Haushalten genutzten Sekundärenergieträger teurer, eine Entwicklung, die sich aller Voraussicht nach in den nächsten Jahren fortsetzten wird. Wer mehr für Heizung, Warmwasser, Licht und den Betrieb von Kühlschrank und TV ausgeben muss, hat weniger Geld für Lebensmittel, Kleidung oder Bildung übrig.
Im Vergleich zum Nominallohn sind die Preise für Strom, Gas und Heizöl wesentlich schneller gestiegen als die Einkommen. Die Erhöhung liegt deutlich über der Inflationsrate. Besonders auffallend ist die Entwicklung der Ölpreise.
2012 wurde in vielen Regionen Deutschlands ein Rekordhoch bei den Heizölpreisen erreicht, wobei Preise zwischen 85 und 95 Euro für eine Standardlieferung (100 Liter) flächendeckend zu beobachten waren. Vor zehn Jahren lag der Preis im Schnitt noch bei 35 Euro. Ölheizungen weisen zudem einen Trend zu steigenden Betriebskosten auf. Bis 2020 wird eine Kostensteigerung des Brennstoffs um 50 % gegenüber 2012 erwartet. Für 2030 wird eine Verdopplung der Kosten prognostiziert. Mehreren Millionen Haushalte droht daher Energiearmut durch gestiegene Heizölpreise. Auch die Strompreise stiegen in Deutschland seit dem Jahrtausendwechsel massiv. Neben der Energiewende mit einer gestiegenen EEG-Umlage sowie die Erhöhung der Stromsteuer wirkte sich hier unter anderem die Verteuerung fossiler Energieträger bis 2013 aus. Arme Haushalte wenden in Deutschland ca. 12 % ihres Einkommens für Energie auf, darunter ca. 4 % für Strom.

#### Gebäudezustand, Hausgeräte, Routinen
In Großbritannien hat das Umweltministerium offiziell auf den engen Zusammenhang zwischen ineffizientem Gebäudebestand und niedrigem Einkommen hingewiesen. Auch in Deutschland entsteht besonders dort Energiearmut, wo unsanierte Altbauten von Haushalten mit geringem Einkommen bewohnt werden. Eine Ursache dafür ist, dass die Sozialbehörden in der Regel nur besonders günstige Mietkosten übernehmen. Unter den Wohnungen, die aus Sicht der Behörde »angemessen« sind, befinden sich überdurchschnittlich viele in einem schlechten Zustand. Typisch sind schlichte Gebäude aus den 1950er Jahren, die seither nicht durchgreifend modernisiert wurden, oder solche aus der Gründerzeit in Stadtteilen mit großem Modernisierungsbedarf. Darüber hinaus beeinflusst die jeweilige Lage der Wohnung im Gebäude den Energieverbrauch erheblich. So kann der Wärmebedarf einer Eckwohnung unter dem Dach um 40 Prozent höher liegen als der einer Wohnung in der Mitte des gleichen Gebäudes. Steht die Nachbarwohnung leer, muss ebenfalls mehr geheizt werden.
Armutshaushalte verfügen erfahrungsgemäß selten über effiziente elektrische Geräte. Ein 20 Jahre alter Kühlschrank kann gegenüber einem modernen, sparsamen Modell leicht über 100 Euro im Jahr zusätzlich Strom kosten; gleiches gilt für Gefriertruhen, Wäschetrockner und andere Großgeräte. Für neue Geräte fehlt meist das Geld, und wenn eine Anschaffung unvermeidlich ist, werden Gebrauchtgeräte gekauft. So manifestiert sich die Energiearmut auch im »Gerätepark«.
Der technische Standard ist allerdings nur ein Parameter. Ebenso bedeutsam für den Strom- und Wärmebedarf ist das Nutzerverhalten. Unterschiedliche Gewohnheiten beim Heizen und Lüften können in baugleichen Wohnungen mit gleicher technischer Ausstattung Unterschiede im Energieverbrauch von bis zu 50 Prozent verursachen. Für einen durchschnittlichen Haushalt beträgt das Einsparpotenzial durch energiebewusstes Nutzerverhalten immerhin zehn Prozent – etwa, indem die Raumtemperatur verringert wird. Jedes eingesparte Grad Celsius spart sechs Prozent Heizkosten. Günstig ist es auch, nachts die Temperatur um fünf Grad abzusenken und die Heizkörper nicht durch Möbel zu verstellen.

### Rechtslage in Deutschland
Gerät ein Kunde mit mindestens 100,00 Euro in Zahlungsrückstand, darf der Grundversorger nach den gesetzlichen Regelungen die Belieferung des Kunden mit Strom und/oder Gas einstellen. Hierzu muss der Grundversorger die Energiesperre (Strom/Gas) vier Wochen vorher androhen. Zahlt der Kunde daraufhin nicht, ist der Energieversorger nach vier Wochen berechtigt, die Energiezufuhr zu unterbrechen. Er muss die Einstellung der Versorgung aber noch mal drei Werktage vor der Sperre konkret ankündigen und den Sperrtermin nennen. Zudem müssen die Folgen der Unterbrechung im Verhältnis zum Zahlungsrückstand stehen. Allerdings kann die Frage nach der Verhältnismäßigkeit nur anhand der Umstände des Einzelfalls beurteilt werden. Dementsprechend müssen Kunden häufig erhebliche, mit der Stromsperre regelmäßig verbundene Härten hinnehmen, weil die bisherige Rechtsprechung diese nicht als unverhältnismäßig ansieht. Bei akuter schwerer Krankheit, Schwangerschaft im fortgeschrittenen Stadium oder wenn z. B. Neugeborene oder kleine Kinder im Haushalt leben, kann eine Versorgungsunterbrechung jedoch als unzumutbar eingestuft werden.
Zudem kommt eine Sperre auch dann nicht in Betracht, wenn Aussicht besteht, dass der Kunde seiner Zahlungsverpflichtung künftig nachkommt. Dazu muss ein Kunde darlegen können, dass er seiner Zahlungspflicht alsbald vollumfänglich nachkommen wird. Die bloße Ankündigung einer Zahlung ist in dem Fall aber nicht ausreichend. Eine Strom- oder Gassperre ist grundsätzlich unzulässig, wenn die Rückstände aus andersartigen Versorgungsverträgen stammen, z. B. der private Anschluss wegen Zahlungsrückständen aus gewerblichem Verbrauch gesperrt wird.
Ist die Energiezufuhr erst einmal unterbrochen, muss der Grundversorger die Versorgung nur dann unverzüglich wiederherstellen, wenn der Grund für die Versorgungsunterbrechung beseitigt ist und der Kunde die Kosten für die Sperre sowie die Wiederherstellung der Belieferung ersetzt hat.

### Ausmaß
Wie viele Menschen in Deutschland unter Energiearmut leiden, wird in keiner amtlichen Statistik erfasst.
Ca. 20 Prozent der Bevölkerung sind nach exemplarischen Berechnungen der Verbraucherzentrale NRW gezwungen, mehr als 13 Prozent ihres verfügbaren Einkommens für Energiekosten (Strom, Wärme und z. T. Treibstoff) aufzuwenden. Der Einkommens- und Verbrauchsstichprobe 2008 ist hingegen zu entnehmen, dass der Anteil der Haushaltsausgaben für Energie in den ärmsten Haushalten 8,7 Prozent des zur Verfügung stehenden Haushaltseinkommens beträgt.
Ein Indikator für das Ausmaß von Energiearmut ist die Zahl der Versorgungssperren.
Es wird jährlich etwa 1,5 % der Haushalte aufgrund von aufgelaufenen Schulden beim Energieversorger der Zugang zu elektrischer Energie durch eine Stromsperre abgeschaltet.
Im Jahr 2010 wurden von den 58 befragten Energieunternehmen vier Millionen Haushalte mit Strom versorgt, diese verschickten drei Millionen Mahnungen und 340.000 Sperrandrohungen und stellten schließlich 62.000 Haushalten den Strom ab.
2006 wurden pro Jahr und hundert Zähler zwischen elf und 80 Mahnungen verschickt, durchschnittlich 39. Versorgungssperren gab es zwischen 0,6 und 3,7 je hundert Zähler und Jahr, im Durchschnitt 2,1.

## Österreich
In einem Pilotprojekt wurden 2012–2014 Energiepraktiken rund 400 einkommensschwacher Haushalte in Wien untersucht. In etwa einem Drittel der Fälle berichteten die Befragten von Schimmel und undichten Fenstern, etwa die Hälfte berichtete von undichten Türen.

## Spanien
Im Jahr 2016 konnten 11 % der Haushalte ihre Wohnungen nicht mehr ausreichend heizen. Nach einer Studie der Vereinigung für Umweltwissenschaften ACA forderte die Energiearmut über 7.000 Todesopfer und damit vier Mal so viele wie es Verkehrstote gab. Gemeint sind nicht die wenigen Fälle, die aus Stromsperren direkt zurückzuführen sind. Viele, insbesondere ältere Menschen, stürben an Krankheiten wie an Lungenentzündungen, die durch Kälte in den Wohnungen ausgelöst oder befördert werden.

## Maßnahmen
Um die Energiearmut zu lindern, werden mehrere Vorschläge eingebracht:
- Förderung des Ersatzes alter durch neue Heizungen, durch eine Aufteilung der Kosten zu jeweils einem Drittel zwischen Mieter, Vermieter und Staat.
- zeitlich abgestimmte Berücksichtigung höherer Stromkosten in den „Hartz-IV“-Regelsätzen
- kostenfreie Energieberatung für Haushalte, um Effizienzpotenziale zu schöpfen
- Schutz vor Strom- und Gassperren, zum Beispiel durch Prepaid-Zähler
- Abwrackprämie für verbrauchsintensive Geräte und Energieeffizienzstandards